# Dragutin Čelik
Dragutin Čelik (ur. 20 stycznia 1894 r. w Slimenie; zm. 11 sierpnia 1958 r. w Zagrzebiu) – bośniacki duchowny katolicki pochodzenia chorwackiego; administrator apostolski Banja Luki od 1951 roku.

## Życiorys
Urodził się w 1894 roku w Slimenie, gdzie spędził wczesne lata swojego życia. Po ukończeniu szkoły elementarnej uczęszczał do gimnazjum jezuickiego w Travniku. Następnie zdecydował się wstąpić na drogę kapłańską. W związku z tym podjął studia teologiczne w Wyższym Seminarium Duchownym w Sarajewie. Po jego ukończeniu otrzymał 17 czerwca 1916 roku święcenia kapłańskie. Niedługo potem został skierowany na specjalistyczne studia z zakresu prawa kanonicznego do Rzymu na Papieski Uniwersytet Gregoriański, gdzie uzyskał stopień naukowy doktora.
W okresie dwudziestolecia międzywojennego pracował jako nauczyciel religii. Był także sędziom przy Kurii Arcybiskupiej oraz brał czynny udział w życiu kulturalno-społecznym miejscowych Chorwatów. Kierował także Akcją Katolicką na terenie metropolii wszechbośniackiej (sarajewskiej). W czasie II wojny światowej, kiedy powstało marionetkowe Niezależne Państwo Chorwackie, będące satelitarnym krajem III Rzeszy, pełnił funkcję proboszcza parafii katedralnej w Sarajewie. Angażował się czynnie w działalność dobroczynną, stąd był szanowany przez miejscową społeczność. Mimo to, gdy w 1945 roku komuniści doszli do władzy w Jugosławii, ze względu na kolaborację części kleru z faszystami, został także uznany przez sąd za winnego i skazany na 3 lata więzienia. Po wyjściu z więzienia powrócił do swojej funkcji proboszcza parafii katedralnej, którą sprawował do 1951 roku. 
15 grudnia 1951 roku papież Pius XII mianował go administratorem apostolskim Banja Luki oraz biskupem tytularnym Dionysias. Jego konsekracja biskupia miała miejsce kolejnego dnia. W związku z tym, że doznał w więzieniu ciężkich uszczerbków na zdrowiu, często musiał przebywać w szpitalu w Zagrzebiu. Tam też zmarł w 1958 roku mając 64 lata.